# リバイバル (1883年)
リバイバル (1883年)では、1883年（明治16年）から1884年（明治17年）にかけて日本のプロテスタント教会で起こったリバイバル（信仰覚醒：しんこうかくせい）について記述する。

## 歴史
1883年（明治16年）、横浜海岸教会の初週祈祷会でJ・H・バラ宣教師が自分が見た夢を告白した。それは、羊の危機にもかかわらず眠れる牧者の夢であった。バラは伝道者としての責任感に打たれて、自分の悔い改めを告白した。これをきっかけに、初週祈祷会のために集まった数人の船員の信徒が、リバイバル（信仰覚醒）を経験した。彼らを通して、横浜の諸教会やミッションスクールに広がっていった。リバイバルが横浜から東京の諸教会、青山学院に、そして地方に広がっていった。「六合雑誌」もこのリバイバルを取り上げている
1883年5月8日より12日まで東京築地の新栄教会で行われた第三回全国基督教信徒大親睦会に出席した日本中のプロテスタント教会の指導者により、リバイバルは関東地方に広がり、翌1884年（明治17年）には京都の同志社に広がった。1月から初週祈祷会が留まらず、学校全体が霊的に覚醒して3月16日にピークを迎えた。同志社では約200名が一挙に洗礼を受けた。
さらに、このリバイバルは押川方義らの仙台や日本各地に広がり、日本のプロテスタント教会は飛躍的に成長した。

## 影響
このリバイバルの結果、「リバイバル」ということばが日本のキリスト教用語の中に定着した。1886年（明治19年）の一致教会と組合教会の合同運動の原動力になった。